# Murray Wier
Murray Neal Wier (Grandview, 12 dicembre 1926 – Georgetown, 6 aprile 2016) è stato un cestista e allenatore di pallacanestro statunitense, professionista nella NBL, nella NBA e nella NPBL.

## Carriera
Venne selezionato dai Fort Wayne Pistons nel Draft BAA 1948.

## Palmarès

### Giocatore
- NCAA AP All-America First Team (1948)